# Málnási Ödön
Vitéz Málnási Ödön, Metzl (Brassó, 1898. június 28. – Bécs, 1970. február 17.) magyar szélsőjobboldali politikus, történész, közíró.

## Életpályája
Édesapja erdélyi szász cipész, édesanyja székely földműves. Papnak tanult az egri érseki papi szemináriumban. 1917-től Karl Marx, August Bebel és Karl Kautsky műveit olvassa, melynek köszönhetően közel kerül a marxizmushoz. 1924-ben a Pázmány Péter Tudományegyetemen filozófia doktorátust, 1927-ben jogi- és államtudományi doktorátust szerzett. A Tanácsköztársaság alatt katonaként szolgált a magyar Vörös Hadseregben, hadnagyi rendfokozattal rendelkezett. Részt vett a felvidéki hadjáratban. A Tanácsköztársaság bukása után átvették a Nemzeti Hadseregbe. Katonai sikereknek köszönhetően 1927-ben vitézzé avatták. 1926-tól Hajdúszoboszlón, majd az egri érseki tanítóképzőben tanított miközben levéltári kutatásait is végezte külföldön. Előbb SZDP-tag, majd Szálasi híve volt.
1937. október 24-én rendezték meg a Budai Vigadóban a nyilas egyesülési nagygyűlést, ahol létrejött a Magyar Nemzeti Szocialista Párt. Málnási ezen a gyűlésen kötelezte el magát nyíltan a nyilasok oldalán. Az egységpártot 1938-ban feloszlatták, Szálasi Ferencet bebörtönözték, ennek ellenére Málnási folytatta a mozgalmi tevékenységet. Szintén ő volt az, aki felépítette baloldali és keresztény elemekből Szálasi Ferenc mártírarculatát, az ő nevéhez fűződik a "Nagypéntek nélkül nincs feltámadás" nyilas jelszó.
Szálasi ideológusaként könyvet is írt A magyar nemzet őszinte története címmel, ezért egy évre börtönbe zárták. Később fegyelmezetlensége miatt kizárták a nyilas pártból. Ezt követően mint szász származású, a Volksbund tagja lett. Az 1944. októberi nyilas puccs után újra csatlakozott a nyilas mozgalomhoz. 1945 tavaszán Németországba menekült, ahonnét az Amerikai Egyesült Államok kiadta Magyarországnak. Háborús bűnösként tíz év kényszermunkára ítélték. 1956-ban helyezték szabadlábra. Ezután Ausztriába költözött, ahol a nyugati szélsőjobboldali emigráció lapjaiban publikált.

## Művei
- 1933 A herceg és gróf Pálffy család vöröskői és bazini levéltára. Homok - Gróf Pálffy Károly.
- A magyar nemzet őszinte története